# Jean Courtois
Jean Courtois (aktiv 1530 bis 1545; † vor 1567) war ein franko-flämischer Komponist und Kapellmeister der Renaissance.

## Leben und Wirken
Über die meisten Abschnitte des Lebens von Jean Courtois gibt es keine Informationen; er tritt hauptsächlich durch seine hinterlassenen Kompositionen in Erscheinung. Man weiß nur, dass er zunächst in den Jahren 1516 bis 1517 sowie 1534 bis 1535 in Cambrai als petit vicaire tätig war. Im Jahr 1540 war er Kapellmeister des Bischofs von Cambrai, Robert de Croy. Am 20. Januar 1540 machte Kaiser Karl V. auf dem Weg nach Gent einen Besuch in Cambrai, und zu diesem Anlass haben 34 Sänger der Kathedrale im bischöflichen Palast die Motette „Venite populi terrae“ von Jean Courtois aufgeführt, welche speziell dafür komponiert worden war. Über seinen weiteren Lebensweg ist nichts überliefert. Der italienische Schriftsteller Lodovico Guicciardini führt ihn in seiner 1567 in Antwerpen erschienenen geschichtlichen Veröffentlichung Descrittione di tutti i Paesi Bassi unter den verstorbenen Komponisten auf, zusammen mit Josquin, Jacob Obrecht, Adrian Willaert und Nicolas Gombert.

## Bedeutung
Die Kompositionen von Jean Courtois halten sich überwiegend an die musikalischen Konventionen seiner Zeit. Seine Stücke zeigen eine genaue Textdeklamation, bei den Messen und Motetten eine dichte Durchimitation und bei den Chansons eine klare Phrasierung. Die fünf- und sechsstimmigen Chansons gehen stilistisch auf Josquin zurück, mit ausgedehnter Imitation, überlappenden Kadenzen und Kanontechniken unter Verzicht auf genaue Wiederholungen, während sich die vierstimmigen Chansons eher an dem mehr homophonen Pariser Stil orientieren. Courtois besaß bei seinen Zeitgenossen ein hohes Ansehen; er wurde in der Schrift Compendium musices (Nürnberg 1552) des Musiktheoretikers Adrianus Petit Coclico lobend erwähnt. Noch im Jahr 1687 erscheint sein Name in einem Katalog musikalischer Autoren von Mathias Heinrich Schacht.

## Werke
- Messen
  - Missa „Dominus quis habitabit“ zu vier Stimmen
  - Missa „Emendenus“ zu vier Stimmen
  - Missa „Hoc in templo“ zu vier Stimmen
  - Missa „Urbs beata“ zu vier Stimmen
- Motetten
  - „Cantate domino canticum novum“ zu fünf Stimmen
  - „Deduc me domine“ zu vier Stimmen
  - „Domine quis habitavit“ zu vier Stimmen
  - „Hic sancti quorum“ zu vier Stimmen
  - „Hoc largire pater“ zu vier Stimmen
  - „Inviolata integra et casta“ zu vier Stimmen
  - „O crux ave sanctissima“ zu vier Stimmen
  - „O pastor aeterne“ zu vier Stimmen
  - „Quid gloriaris“ zu vier Stimmen
  - „Peccata mea“ zu sechs Stimmen
  - „Peccavi super numerum“ zu sechs Stimmen
  - „Rogate quae ad pacem“ zu fünf Stimmen
  - „Veni domine et noli tardare“ zu vier Stimmen
  - „Venite populi terrae“ zu vier Stimmen
- Chansons
  - „Celluy qui veult“ zu vier Stimmen
  - „C’est a jamais a qui“ zu vier Stimmen
  - „Du congié“ zu fünf Stimmen
  - „Elle veult donc“ zu vier Stimmen
  - „En ce gracieulx“ zu fünf Stimmen
  - „Faisons ung coup“ zu vier Stimmen
  - „Je ne suis pas de gens“ zu vier Stimmen
  - „Ma passion je prens“ zu vier Stimmen
  - „Par ton départ“ zu vier Stimmen
  - „Par ung matin“ zu vier Stimmen
  - „Si par souffrir“ zu vier Stimmen
  - „Tousjours leal“ zu sechs Stimmen
  - „Tousjours plaisiers“ zu sechs Stimmen
  - „Tout le confort“ zu sechs Stimmen
  - „Trois fillettes“ zu vier Stimmen
  - „Ung jour au bois“ zu vier Stimmen
  - „Vire vire Jean Jennette“ zu vier Stimmen
  - 1 weitere Chanson, verloren
  - 3 weitere Chansons zu vier, fünf und sechs Stimmen
  - 2 weitere Chansons zu vier Stimmen